# 범육조류
범육조류(汎陸鳥類, Terrestrornithes)는 조류 분류군의 하나이다. 논란의 여지가 있는 조류 분류군이다. 2007년 도요목 조류 및 근연 관계에 있는 육조류(대부분 육식 조류와 연작류)을 통합하기 위해 제안되었다. 미란도르니테스류와 홍학, 논병아리류로 알려진 분류군을 포함할 수 있지만, 이 분류군의 위치는 매우 불확실하다.

## 하위 분류
- 도요목 (Charadriiformes)
- 육조류 또는 핵심 육조류 (Telluraves 또는 Dendrornithes)
- 미란도르니테스류 (Mirandornithes)

## 계통 분류
2020년 쿨(Kuhl) 등의 연구에 의한 조류의 계통 분류이다.
| 닭기러기류 | \| \| 닭목 \| \| \| \| \| \| 기러기목 \| \| \| \| |
|            | \| \| 닭목 \| \| \| \| \| \| 기러기목 \| \| \| \| |
|            | 신조류                                            |
|            |                                                   |
|            | 닭목                                              |
|            |                                                   |
|            | 기러기목                                          |
|            |                                                   |

|  | 닭목     |
|  |          |
|  | 기러기목 |
|  |          |

| 닭기러기류 | \| \| 닭목 \| \| \| \| \| \| 기러기목 \| \| \| \| |
|            | \| \| 닭목 \| \| \| \| \| \| 기러기목 \| \| \| \| |
|            | 신조류                                            |
|            |                                                   |
|            | 닭목                                              |
|            |                                                   |
|            | 기러기목                                          |
|            |                                                   |

|  | 닭목     |
|  |          |
|  | 기러기목 |
|  |          |